# 递归缩写
递归缩写或递归首字缩写是一种缩写，此类缩写会递归地包含在其全称中。这个词最先在1986年在纸质出版物中出现。

## 计算机相关实例
在计算机领域黑客社区中一个较早的传统（特别是在麻省理工大学）就是使用幽默地引用自身或其他缩写的缩写。最早的实例可能是在1977年或1978年间出现的TINT（"TINT Is Not TECO"，TINT不是文字编辑器和修正器），它是一个MagicSix的编辑器。这又启发了麻省理工大学的两个Lisp机器编辑器的命名，一个叫做EINE（"EINE Is Not Emacs"，EINE不是Emacs），另一个是ZWEI（"ZWEI Was EINE Initially"，ZWEI一开始是EINE）。后来又有了理查德·斯托曼的GNU（GNU's Not UNIX，GNU不是UNIX）。许多递归缩写包括否定语，通常用来指出这个缩写指代的事物甲不是与另一个事物乙相类似。但事实上，这个事物甲通常与乙非常相似甚至是乙的衍生品。
在这方面著名的递归缩写包括：
- Allegro—Allegro Low LEvel Game ROutines（注意：这个缩写原先叫Atari Low LEvel Game ROutines直到开发脱离了Atari ST）
- ATI—ATI Technologies Inc.
- CAVE（英语：Cave Automatic Virtual Environment）—Cave Automatic Virtual Environment
- Cygnus—Cygnus, Your GNU Support
- giFT—giFT: Internet File Transfer
- GiNaC—GiNaC is Not a CAS
- gRPC—gRPC Remote Procedure Calls
- GNE（英语：GNUPedia）—GNE's Not an Encyclopedia
- GNU—GNU's Not Unix
- HIME—HIME Input Method Editor[2]
- JACK—JACK Audio Connection Kit
- JOE—Joe's Own Editor
- KAGE—KAGE: Alternative Game Engine
- KINACS—KINACS is not a circuit simulator
- LAME—LAME Ain't an MP3 Encoder[3]
- LiVES—LiVES is a Video Editing System
- MiNT—MiNT is Not TOS（后来变成"MiNT is Now TOS"）
- MINT（英语：Freemacs）—MINT Is Not Trac（英语：TRAC）
- Mung—Mung Until No Good[4]
- Nagios—Nagios Ain't Gonna Insist On Sainthood
- NiL—NiL Isn't Liero[來源請求]
- NINJA—Ninja Is Not Just Air[5]
- PHP—PHP: Hypertext Preprocessor (原先是"Personal Home Page" tools，在PHP 3发布后改变)[6]
- PINE（英语：Pine (e-mail client)）—PINE Is Nearly Elm，这是原先的;现在PINE的官方解释是"Pine Internet News and E-mail"[7]
- PIPS—PIPS Is POSIX on Symbian OS
- PNG—PNG's Not GIF
- RPM—RPM Package Manager（原来叫"Red Hat Package Manager"）
- Scaled—Scaled Composites: Advanced Link to Efficient Development
- SPARQL—SPARQL Protocol And RDF Query Language
- TiLP—TiLP is a Linking Program
- TIP—TIP isn't Pico（原名叫Nano text editor）
- Adobe Flash—UIRA Isn't a Recursive Acronym[來源請求]
- WAM—WAM Account Manager
- Wine—Wine Is Not an Emulator[8]
- XINU—Xinu Is Not Unix
- XNA—XNA's Not Acronymed
- YAML—YAML Ain't Markup Language（最初叫"Yet Another Markup Language"）
- Zinf—Zinf Is Not FreeA*p
- ZINC—ZINC Is Not CMS

### 互相递归或者其他特殊递归方式
- GNU Hurd计划的名称使用了一种互相递归的特殊方式："Hurd"代表"Hird of Unix-Replacing Daemons"，而"Hird"意义是"Hurd of Interfaces Representing Depth."

- GNUBrain计划是另一个互相递归的实例。"Brain"代表"Brian relates any independent node"而"Brian"代表"Brain implements a network".

- RPM和PHP原来是常规的首字母缩写但后来重新定义成递归缩写。

- 大多递归缩写都在第一个字母上递归，但YOPY（英语：Yopy）, "Your own personal YOPY"是在最后一个字母上递归 (因此最后一个字母等于第一个字母).

## 非技术方面的递归缩写
递归缩写不仅限于技术，例如
- NEAR—
- —[9]
- LINK—，（公司名）英國自動櫃員機组织

一些公司也将自己的公司名称递归缩写。
- —BWIA West Indies Airways（曾用名）
- —Oil India Limited
- —（曾用名），薩博汽車
- —，TAP葡萄牙航空
- —，PTT勘探生產股份

- —（曾用名）[10]
- —，Visa公司
- —ADAP Discount Auto Parts
- —，华研国际音乐股份有限公司

同样也有一些组织的名称使用了递归缩写：
- —，停止人口販賣[11]
- —，虹膜識別移民系統[12]
- —（万隆市的俱乐部）
- MOMS Club—
- —，新時代摔跤[13]
- —，尊重党

2008年3月16日，可能是第一个采用递归缩写命名的人类在德国降生。男孩的名叫，代表了

## 作品中的例子
- 在《哥德尔、埃舍尔、巴赫：集异璧之大成》中，作者侯世达使用了递归缩写GOD, 'GOD Over Djinn'。GOD代表了GOD Over Djinn,  表示"GOD can never be fully expanded."在德文翻译中这句话被翻成了"ZEUS ewig über Schinn"，意思是"Zeus eternally over Djinn"。而在中文版中，则翻成了“造物神物色的神怪”。

虚构作品
- KOS-MOS—，电视游戏異域傳說系列。
- 《呆伯特》中，呆伯特说计划的意思是
- 在雙峰中, 雪洛·李预测她的报应，是“Beware of Bob”的缩写
- 在阿奇漫畫的Sonic the Hedgehog，艾格曼博士的数字儿子叫做，有两个意义，其中一个是。
- 在电视剧《風流軍醫俏護士》其中的一集內，Radar O'Reilly谈及A.W.O.L的意思為。
- 在漫画Atari Force中，最初的意思是，但在后来的版本中变成了。